# Carlo Caprioli
Carlo Caprioli (Roma, 2 febbraio 1972) è un attore italiano.

## Biografia
Figlio dell'attore Vittorio Caprioli e della psicologa Virginia Antonioli, dopo aver esordito a teatro nei primi anni novanta, debutta in televisione con il film Quer pasticciaccio brutto de via Merulana e sul grande schermo nel 1999 con il film Ferdinando e Carolina, diretto da Lina Wertmüller. Negli anni successivi partecipa ad un gran numero di fiction, mentre al cinema particolarmente rilevante è il film Oh mio Dio!.
A teatro ha lavorato con alcuni dei più importanti registi, tra cui Glauco Mauri, Luca Ronconi, e Giuseppe Patroni Griffi.

## Filmografia

### Cinema
- Ferdinando e Carolina, regia di Lina Wertmüller (1999)
- E ridendo l'uccise, regia di Florestano Vancini (2005)
- Pene d'amore, regia di Alfredo Fiorillo (2008)
- Ex - Amici come prima!, regia di Carlo Vanzina (2011)
- Tramonto, regia di Roberto Urbani (2012)
- Oh mio Dio!, regia di Giorgio Amato (2017)
- Go Home - A casa loro, regia di Luna Gualano (2018)

### Televisione
- Quer pasticciaccio brutto de via Merulana (1983)
- Le ragazze di piazza di Spagna (1998)
- La strada segreta (1999)
- L'uomo che piaceva alle donne - Bel Ami (2001)
- Tutto in quella notte (2002)
- Don Matteo 5 (2008)
- Distretto di Polizia 11, regia di Alberto Ferrari - serie TV, episodio 11x06 (2011)
- Una pallottola nel cuore (2014)

## Doppiaggio

### Televisione
- Dameon Clarke in Prison Break